# 大阪市立東我孫子中学校
大阪市立東我孫子中学校（おおさかしりつ ひがしあびこ ちゅうがっこう）は、大阪府大阪市住吉区にある公立中学校。我孫子地域の東部（苅田）を校区とする。通称、「ひがあび」。

## 沿革
地域の宅地化に伴う生徒急増により、大阪市立我孫子中学校の分校として現在地に設置されたことに始まる。その後1973年に独立校となった。
1990年代には過密化傾向がみられるようになったため、我孫子・東我孫子の両中学校の校区を再編し、1995年に大阪市立我孫子南中学校が開校している。

### 年表
- 1966年8月 - 大阪市立我孫子中学校の分校用地が決定。
- 1967年5月 - 大阪市立我孫子中学校分校として開校。
- 1972年 - 分校の独立校化が決定。
- 1973年2月 - 学校名が大阪市立東我孫子中学校と決定。
- 1973年4月 - 大阪市立東我孫子中学校として独立開校。
- 1974年6月 - 講堂兼体育館完成
- 1995年4月 - 標準服改定。大阪市立我孫子南中学校の開校により通学区域を一部変更。

## 通学区域
- 大阪市立苅田小学校の校区の一部（あびこ筋以東）。
- 大阪市立苅田北小学校の校区の一部（あびこ筋以東）。

大阪市住吉区 苅田1丁目-7丁目、長居東3丁目15番。

## 主な出身者
- 麻倉未稀（歌手）
- 北康利（作家）
- 松原秀樹（タレント）
- 西本智実（指揮者）[1]
- 松井愛（アナウンサー）[1]
- 鈴蘭まあや（宝塚歌劇団）
- 山下遥香（バレーボール）

## 交通
- あびこ駅 北東へ約850m。
- 長居駅 南東へ約1.1km。
- 大阪シティバス 南長居バス停、苅田小学校前バス停。